# كلية أنجلينا

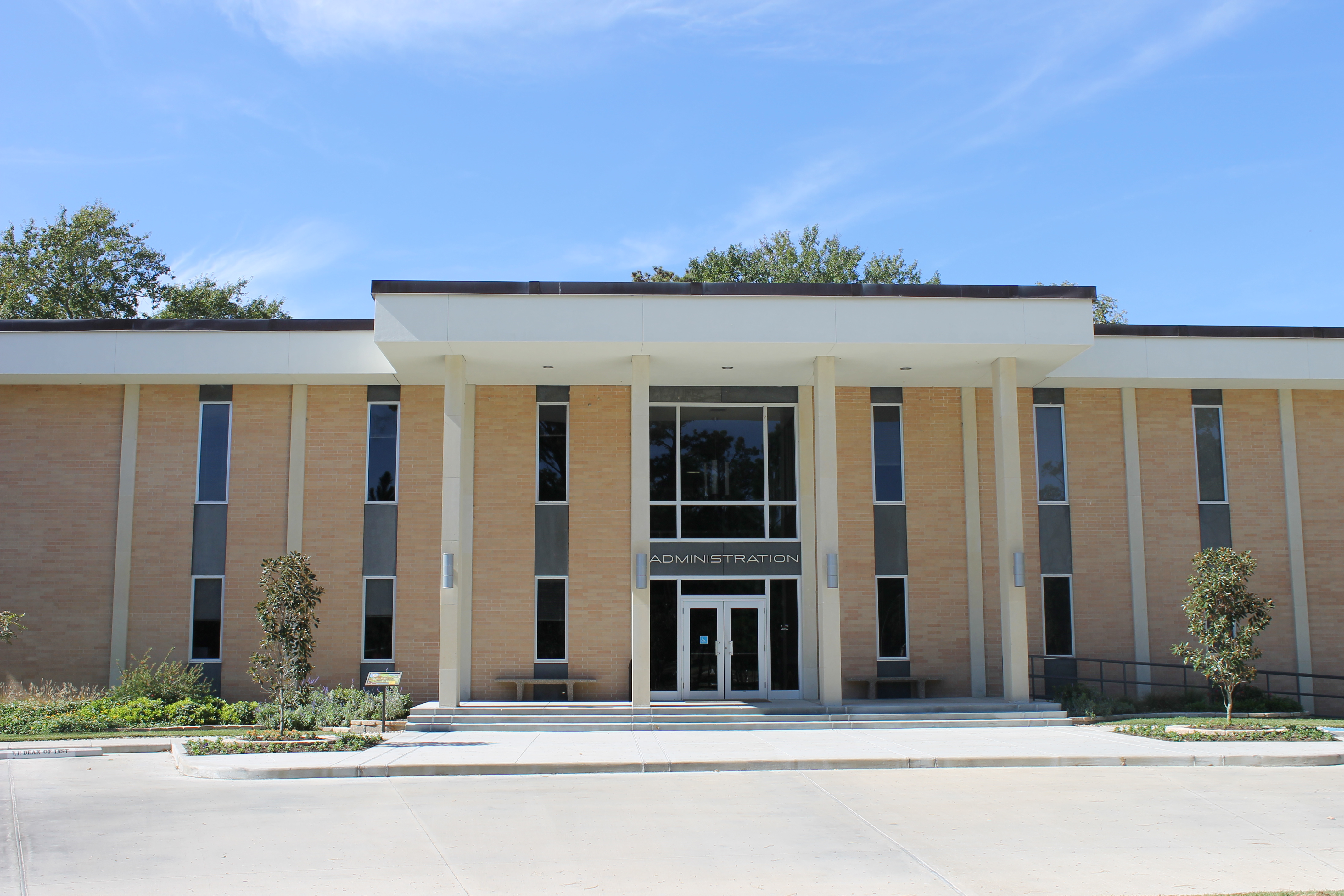
مبنى إدارة كلية أنجلينا

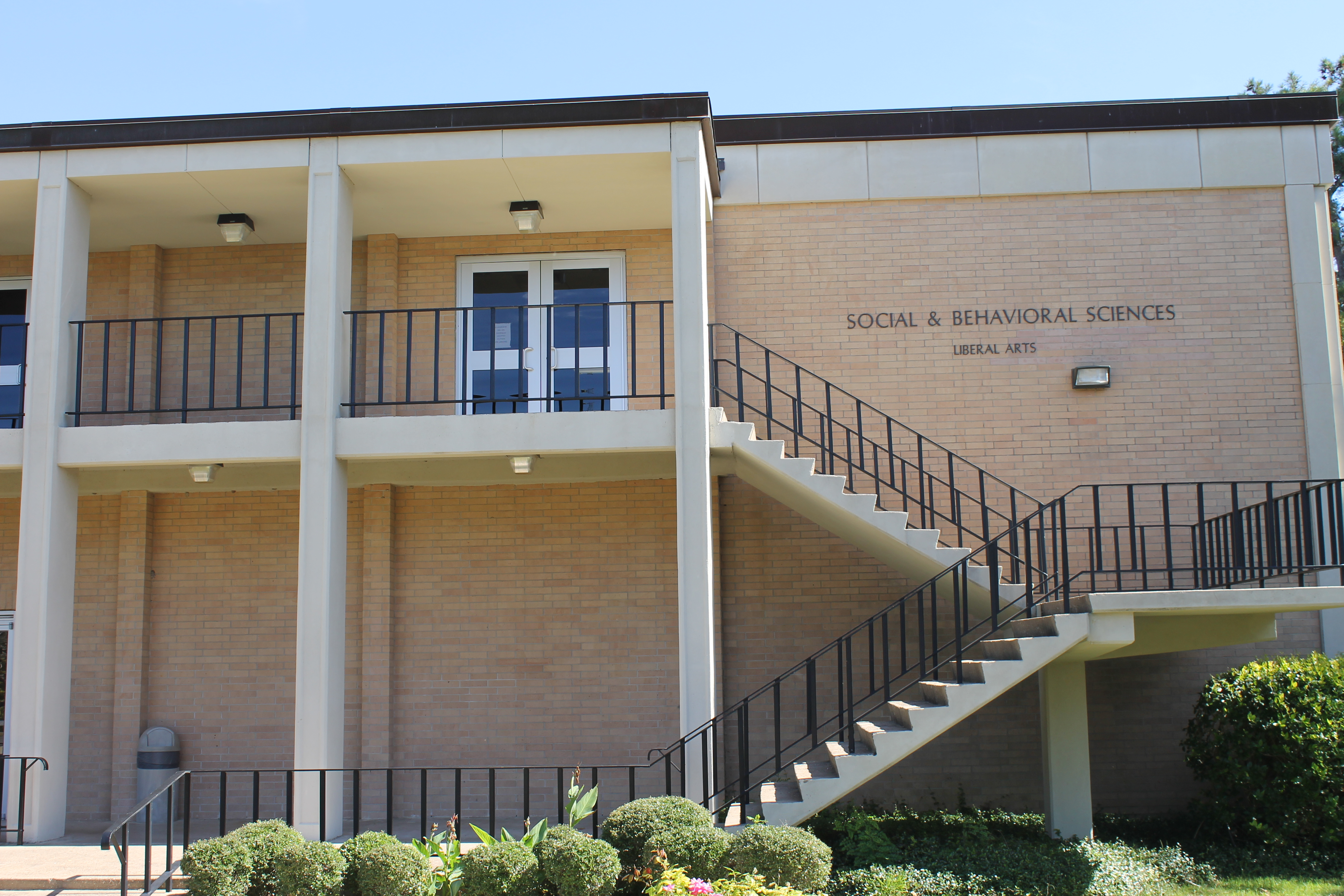
مبنى العلوم الاجتماعية والسلوكية

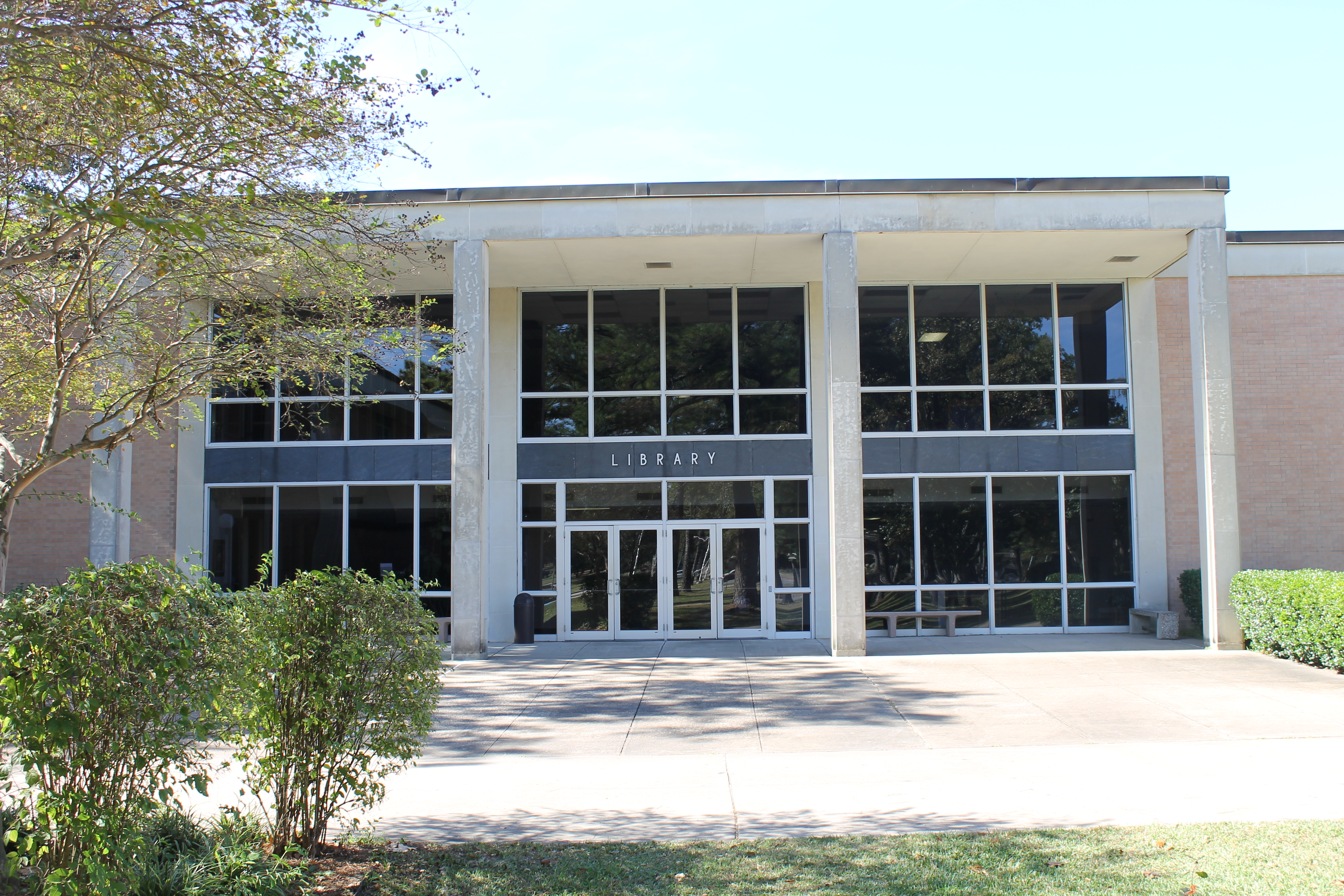
مكتبة كلية أنجلينا

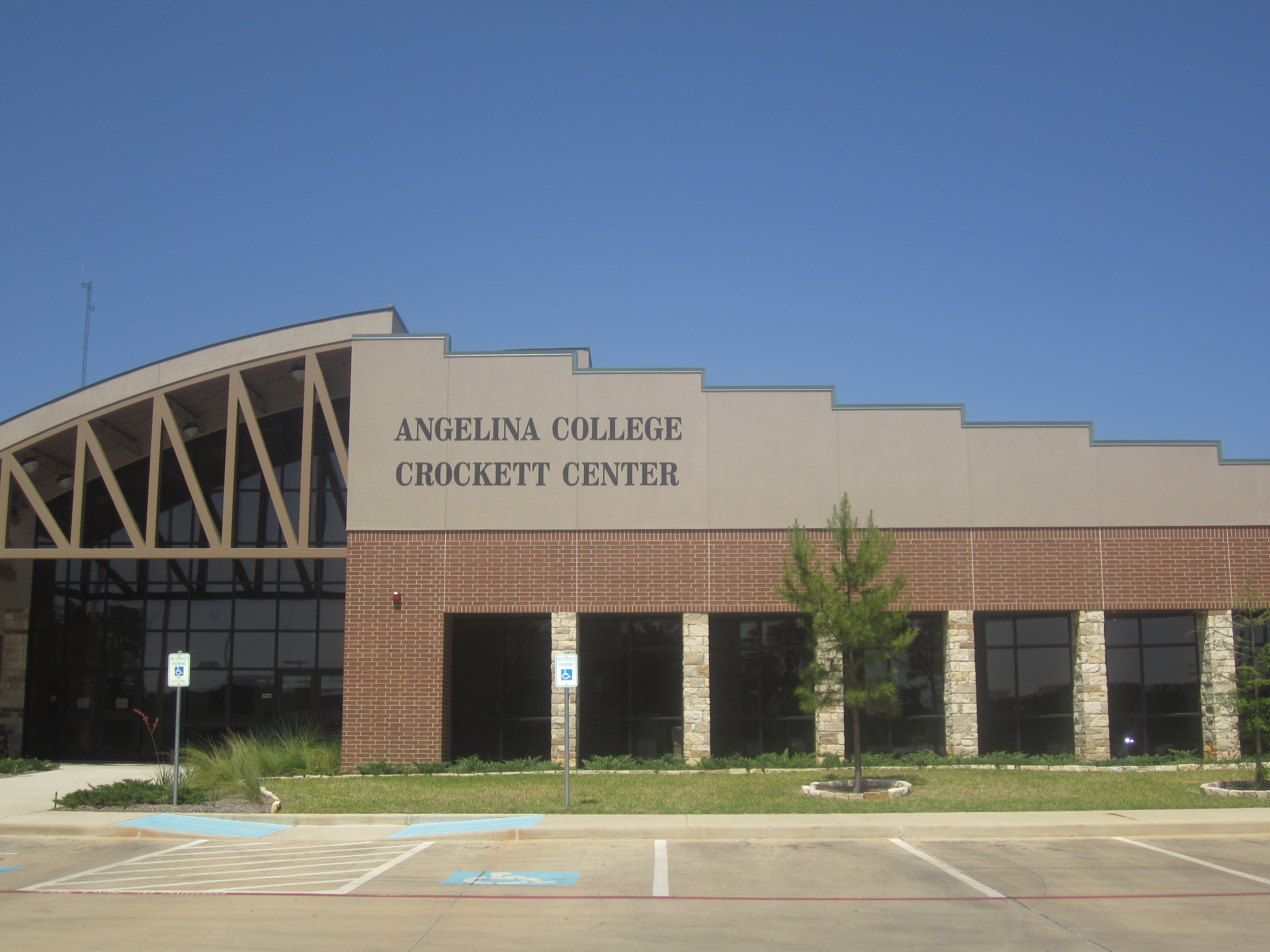
مركز كروكيت الجديد لكلية أنجلينا

كلية أنجلينا (بالإنجليزية: Angelina College)‏ هي كلية مجتمع يقع فرعها الرئيسي في لوفكين، تكساس. كما تضم الكلية تسعة مراكز خارج الحرم الجامعي تقع في: كروكيت، هيمفيل، جاسبر، ليفينغستون (مركز مقاطعة بولك)، ناكوغدوشس، بينلاند (مركز سابين)، سان أوغسطين، ترينتي، وودفيل. يلتحق بالكلية أكثر من 5000 طالباً في برامج الدرجات الجامعية. بالإضافة إلى برامجها الأكاديمية/المهنية تضم الكلية قسمًا للخدمات المجتمعية، يشرف على اتحاد تعليم الكبار بالكلية، ووحدات التعليم المستمر، ومبادرات التطوير الوظيفي. 

## الحرم الجامعي
مباني الكلية تشمل:
- مركز أنجلينا للفنون ومسرح الهيكل
- قاعة المعبد (الأعمال)
- قاعة هودجينز (الفنون الليبرالية والفنية)
- الفنون الليبرالية
- العلوم والرياضيات
- مركز تطوير التكنولوجيا والقوى العاملة
- وظائف الصحة الأول والثاني
- العلوم الاجتماعية والسلوكية
- مركز خدمات المجتمع
- صالة شاندس
- مكتبة كلية أنجلينا
- أكاديمية أنجلينا بوليس
- كلية أنجلينا مركز تطوير الأعمال الصغيرة

يحتوي الحرم الجامعي لوفكين على سكن للطلاب. 

## أكاديميون
تقدم الكلية المناهج الدراسية الأساسية وشهادات الزمالة في 30 برنامجًا مهنيًا وشهادات ودرجات جامعية في العلوم التطبيقية و31 برنامجًا أو فصلًا في الخدمات المجتمعية (غير معتمدة) تؤدي إلى شهادات أو ترخيص وتعليم الكبار ودورات جي إي دي و إي سي إل.

### الأقسام
توجد البرامج الأكاديمية في الكلية في هذه الأقسام:
- قسم الأعمال [5]
- قسم الفنون الجميلة [6]
- قسم الفنون الليبرالية [7]
- قسم التكنولوجيا والقوى العاملة [8]
- قسم المهن الصحية [9]
- قسم العلوم والرياضيات [10]

## التنظيم والإدارة
وفقًا لما حددته هيئة تشريعية تكساس ، فإن منطقة الخدمة الرسمية بكلية أنجلينا هي: 
- جميع مقاطعات أنجلينا وهيوستن ونوغدوشس وبولك وسابين وسان أوغسطين وترينيتي وتايلر ،
- مناطق المدارس ألتو وويلز ، وتقع داخل مقاطعة شيروكي ،
- المناطق التعليمية بوركفيل ونيوتن ، وتقع داخل مقاطعة نيوتن ،
- منطقة مدرسة جاسبر المستقلة ، الواقعة داخل مقاطعة جاسبر ،
- و Coldspring-أواخورست و الراعي المناطق التعليمية، وتقع في مقاطعة سان هاسينتو (لاحظ أن قانون التعليم في تكساس وقد تحتوي على أخطاء إملائية الراعي ب «شيبرد»)،
- جزء من مقاطعة مدرسة بروكلاند المستقلة الواقعة داخل مقاطعتي نيوتن وجاسبر ،
- جزء من مدرسة Colmesneil المستقلة الواقعة داخل مقاطعة جاسبر ، و
- جزء من مقاطعة مدرسة الثالوث المستقلة الواقعة داخل مقاطعة ووكر .

## الحياة الطلابية
تشمل المنظمات الطلابية:
- جمعية ألفا بيتا جاما الدولية للأعمال الشرفية
- منظمة أنجلينا لطلاب كلية التمريض
- رابطة طلاب كلية أنجلينا
- نادي اكسبرس
- مجتمع الشاعر الحي
- لوفكين الجماعة باند
- نادي المساعد القانوني / القانوني
- فاي ثيتا كابا جمعية الشرف الدولية
- نادي الصحافة
- PSI- علم النفس وعلم الاجتماع
- نادي الأسبانية
- نادي طلاب VN للتمريض المهني
- GSA أنجلينا كلية مثلي الجنس التحالف

## الرياضة المنظمة
ألوان المدرسة هي الأزرق الملكي وأزرق كولومبيا والبرتقالي والأبيض ، وتميمة المدرسة هي Roadrunner. تتنافس كلية أنجلينا في المؤتمر الشرقي لمنطقة الشرق الأوسط وشمال إفريقيا (NJCAA) بمنطقة تكساس الشرقية في كرة السلة للرجال والسيدات والبيسبول والكرة اللينة وكرة القدم. 

## مشاهير
- كلاي بوشهولز ، إبريق MLB [13]
- مارك كالاواي ، المصارع المحترف المعروف باسم The Undertaker in World Wrestling Entertainment
- أندرو كاشنر ، MLB جرة
- دينيس كوك ، MLB جرة
- لامونت ماك ، كرة السلة إلى الأمام
- ألن موريس ، المنتج / المخرج / الكاتب الحائز على جائزة إيمي
- جوش توملين ، جرة MLB